# Savorgnano del Torre
Savorgnano  (Seorgnan in friulano) è una frazione di 887 abitanti del comune di Povoletto, nell'area orientale della provincia di Udine.
Assieme alle frazioni di Bellazoia, Ravosa e Magredis è situato nel contesto geografico dei Colli Orientali del Friuli.